# Sora (álbum)
Sora (そら?) es el título del quinto álbum de estudio de la cantante japonesa Ayaka Hirahara, lanzado al mercado el día 31 de enero del año 2007 bajo el sello DREAMUSIC.

## Detalles
Este álbum es considerado uno de los más internaciones de la artista en el ámbito de su producción, ya que participaron en su grabación diversos músicos de diversos países como Corea, Canadá, Estados Unidos, Italia y Suecia, aparte de músicos de Japón obviamente.
El álbum fue lanzado en formato normal y también una edición limitada, que contiene la versión en vivo del tema cover de Rosemary Clooney "Come on a my house" en vivo desde su gira promocional Ayaka Hirahara Live Tour 2006 "Yottsu no L" at Nippon Budokan. Dentro de ésta se encuentra oculto otro tema cantado en ese concierto, "Sora (Ukulele ver.)".
El álbum solamente contó con dos sencillos promocionales de apoyo, los cuales fueron "Voyagers" y "CHRISTMAS LIST". "Voyagers" originalmente era un sencillo de doble caras junto al tema "Kokoro", pero éste fue descartado a ser incluido en el álbum ya que era un remasterización del tema "WILL", incluido en el álbum anterior de Hirahara, y probablemente se creyó que sería muy redundante incluirlo también en este trabajo. Ambos sencillos fueron lanzados en el 2006, quedando ambos fuera del Top 40. A pesar de esto "Sora" logró debutar en el puesto n.º 9 de las listas de Oricon en su primera semana, y hasta el momento ha vendido más de 26 mil copias.
El tema "Shiawase" fue compuesto por Andre Gagnon y Goro Matsui, los mismos que compusieron su segundo sencillo, "Ashita". El tema "Siciliana" es una adaptación de la pieza musical clásica siguiendo la línea de su sencillo debut "Jupiter". La canción está adaptada de la tercera parte de "Ancient Airs and Dances", obra del compositor italiano Ottorino Respighi, fallecido un siglo atrás.

## Canciones
1. Voyagers
2. Wall
3. Kansha (感謝?)
4. Everyday
5. Shiawase (しあわせ?)
6. Yumegoyomi (夢暦?)
7. Gradation
8. CHRISTMAS LIST
9. Siciliana (シチリアーナ?)
10. Sora (そら?)
11. Come on a my house (LIVE) *Solamente en Edición Limitada
  - Canción secreta: Sora (そら?) (Ukulele ver.)